# Lijst van voetbalinterlands Egypte - Guinee
Deze lijst van voetbalinterlands is een overzicht van alle officiële voetbalwedstrijden tussen de nationale teams van Egypte en Guinee. De Afrikaanse landen hebben tot op heden elf keer tegen elkaar gespeeld. De eerste ontmoeting was een wedstrijd op 7 februari 1970 tijdens de Afrika Cup 1970 in Wad Madani (Soedan). Het laatste duel, een kwalificatiewedstrijd voor de Afrika Cup 2023, werd gespeeld op 14 juni 2023 in Marrakesh (Marokko).

## Wedstrijden
| №  | Plaats      | Datum             | Competitie                   | Wedstrijd                              | Uitslag |
| -- | ----------- | ----------------- | ---------------------------- | -------------------------------------- | ------- |
| 1  | Wad Madani  | 7 februari 1970   | Afrika Cup 1970              | Verenigde Arabische Republiek − Guinee | 4 − 1   |
| 2  | Ibadan      | 8 januari 1973    | Afrikaanse Spelen 1973       | Guinee − Egypte                        | 4 − 1   |
| 3  | Addis Abeba | 29 januari 1976   | Afrika Cup 1976              | Egypte − Guinee                        | 1 − 1   |
| 4  | Addis Abeba | 11 maart 1976     | Afrika Cup 1976              | Guinee − Egypte                        | 4 − 2   |
| 5  | Caïro       | 12 augustus 2009  | Vriendschappelijk            | Egypte − Guinee                        | 3 − 3   |
| 6  | Conakry     | 10 juni 2012      | WK 2014 kwalificatie         | Guinee − Egypte                        | 2 − 3   |
| 7  | El Gouna    | 10 september 2013 | WK 2014 kwalificatie         | Egypte − Guinee                        | 4 − 2   |
| 8  | Alexandrië  | 30 augustus 2016  | Vriendschappelijk            | Egypte − Guinee                        | 1 − 1   |
| 9  | Alexandrië  | 16 juni 2019      | Vriendschappelijk            | Egypte − Guinee                        | 3 − 1   |
| 10 | Caïro       | 5 juni 2022       | Afrika Cup 2023 kwalificatie | Egypte − Guinee                        | 1 − 0   |
| 11 | Marrakesh   | 14 juni 2023      | Afrika Cup 2023 kwalificatie | Guinee − Egypte                        | 1 − 2   |

## Samenvatting
| Competitie              | Totaal gespeeld | Winst Egypte | Gelijk | Winst Guinee | Doelsaldo Egypte – Guinee |
| ----------------------- | --------------- | ------------ | ------ | ------------ | ------------------------- |
| WK-kwalificatie         | 2               | 2            | 0      | 0            | 7 − 4                     |
| Afrika Cup              | 3               | 1            | 1      | 1            | 7 − 6                     |
| Afrika Cup-kwalificatie | 2               | 2            | 0      | 0            | 3 − 1                     |
| Afrikaanse Spelen       | 1               | 0            | 0      | 1            | 1 − 4                     |
| Vriendschappelijk       | 3               | 1            | 2      | 0            | 7 − 5                     |
| Totaal                  | 11              | 6            | 3      | 2            | 25 − 20                   |

Wedstrijden bepaald door strafschoppen worden, in lijn met de FIFA, als een gelijkspel gerekend.

## Details

### Vierde ontmoeting
| Finalegroep Afrika Cup 1976 (Addis Ababa, Ethiopië, Addis Abeba Stadion, 11 maart 1976):                                                                               |              | |
| Guinee | 4 – 2        | Egypte |
| N'Jo Léa 24', 65' Sultan 53' (e.d.) M. Sylla 62' | goals        | Abdou 33' El-Seyagui 86' |
| Gheorghe Mardarescu | bondscoach   | Tihomir Jelisavcic |
| Abdoulaya Sylla Jacob Bangoura Chérif Souleymane Djibril Diaraa Naby Laye Camara Mamadou Kéita Ismael Sylla Ibrahim Kéita Bangally Sylla Morciré Sylla Youssouf Camara | opstellingen | Thabet El-Batal Mohamed El-Seyagui Mohamed Salah El-Din Ghanem Sultan Fathi Mabrouk Hassan Shehata Taha Basry Farouk Gaafar Omar Abdallah Mostafa Abdou Ahmed Rehab |

EFA · A-internationals · Selecties · Bondscoaches · Egyptisch vrouwenelftal · Olympisch elftal · Egypte U21 · Egypte U20 · Egypte U19 · Egypte U18 · Egypte U17
1920 – 1929 · 
1930 – 1939 · 
1940 – 1949 · 
1950 – 1959 · 
1960 – 1969 · 
1970 – 1979 · 
1980 – 1989 · 
1990 – 1999 · 
2000 – 2009 · 
2010 – 2019 ·
2020 − 2029
WK 1934 · 
WK 1990 · 
WK 2018
OS 1924 · 
OS 1928 · 
OS 1936 · 
OS 1948 · 
OS 1952 · 
OS 1960 · 
OS 1964 · 
OS 1968 · 
OS 1992 · 
OS 2012 · 
OS 2020
1920 · 
1921–1923 · 
1924 · 
1925–1927 · 
1928 · 
1929–1931 · 
1932 · 
1933 · 
1934 · 
1935 · 
1936 · 
1937–1947 · 
1948 · 
1949 · 
1950 · 
1952 · 
1952 · 
1953 · 
1954 · 
1955 · 
1956 · 
1957 · 
1958 · 
1959 · 
1960 · 
1961 · 
1962 · 
1963 · 
1964 · 
1965 · 
1966 · 
1967 · 
1968 · 
1969 · 
1970 · 
1971 · 
1972 · 
1973 · 
1974 · 
1975 · 
1976 · 
1977 · 
1978 · 
1979 · 
1980 · 
1981 · 
1982 · 
1983 · 
1984 · 
1985 · 
1986 · 
1987 · 
1988 · 
1989 · 
1990 · 
1991 · 
1992 · 
1993 · 
1994 · 
1995 · 
1996 · 
1997 · 
1998 · 
1999 · 
2000 · 
2001 · 
2002 · 
2003 · 
2004 · 
2005 · 
2006 · 
2007 · 
2008 · 
2009 · 
2010 · 
2011 · 
2012 ·
2013 ·
2014 ·
2015 ·
2016 ·
2017 ·
2018 ·
2019 ·
2020 ·
2021 ·
2022 ·
2023 ·
2024
Algerije ·
Angola ·
Argentinië ·
Australië ·
Bahrein ·
België ·
Benin ·
Bolivia ·
Bosnië en Herzegovina ·
Botswana ·
Brazilië ·
Bulgarije ·
Burkina Faso ·
Burundi ·
Canada ·
Centraal-Afrikaanse Republiek ·
Chili ·
China ·
Colombia ·
Comoren ·
Congo-Brazzaville ·
Congo-Kinshasa ·
DDR ·
Denemarken ·
Djibouti ·
Duitsland ·
Engeland ·
Equatoriaal-Guinea ·
Estland ·
Ethiopië ·
Finland ·
Frankrijk ·
Gabon ·
Georgië ·
Ghana ·
Griekenland ·
Guinee ·
Guinee-Bissau ·
Hongarije ·
Ierland ·
Indonesië ·
Irak ·
Iran ·
Italië ·
Ivoorkust ·
Jamaica ·
Japan ·
Jemen ·
Joegoslavië ·
Jordanië ·
Kaapverdië ·
Kameroen ·
Kenia ·
Koeweit ·
Kroatië ·
Libanon ·
Liberia ·
Libië ·
Litouwen ·
Luxemburg ·
Madagaskar ·
Malawi ·
Mali ·
Malta ·
Marokko ·
Mauritanië ·
Mauritius ·
Mexico ·
Mozambique ·
Namibië ·
Nederland ·
Nieuw-Zeeland ·
Niger ·
Nigeria ·
Noord-Korea ·
Noord-Macedonië ·
Noorwegen ·
Oeganda ·
Oman ·
Oostenrijk ·
Palestina ·
Polen ·
Portugal ·
Qatar ·
Roemenië ·
Rusland ·
Rwanda ·
Saoedi-Arabië ·
Schotland ·
Senegal ·
Sierra Leone ·
Slowakije ·
Soedan ·
Somalië ·
Spanje ·
Swaziland ·
Syrië ·
Tanzania ·
Thailand ·
Togo ·
Trinidad en Tobago ·
Tsjaad ·
Tsjecho-Slowakije ·
Tunesië ·
Turkije ·
Uruguay ·
Verenigde Arabische Emiraten ·
Verenigde Staten ·
Wit-Rusland ·
Zambia ·
Zimbabwe ·
Zuid-Afrika ·
Zuid-Jemen ·
Zuid-Korea ·
Zuid-Soedan ·
Zweden ·
Zwitserland
Kameroen (2017) ·
Rusland (2018) ·
Saoedi-Arabië (2018) ·
Uruguay (2018)
FGF · A-internationals · Guinees vrouwenelftal
1960-1969 ·
1970-1979 ·
1980-1989 ·
1990-1999 ·
2000-2009 ·
2010-2019 ·
2020-2029
AC 1970 ·
AC 1974 ·
AC 1976 ·
AC 1980 ·
AC 1994 ·
AC 1998 ·
AC 2004 ·
AC 2006 ·
AC 2008 ·
AC 2012
1962 ·
1963 ·
1964 ·
1965 ·
1966 ·
1967 ·
1968 ·
1969 ·
1970 ·
1971 ·
1972 ·
1973 ·
1974 ·
1975 ·
1976 ·
1977 ·
1978 ·
1979 ·
1980 ·
1981 ·
1982 ·
1983 ·
1984 ·
1985 ·
1986 ·
1987 ·
1988 ·
1989 ·
1990 ·
1991 ·
1992 ·
1993 ·
1994 ·
1995 ·
1996 ·
1997 ·
1998 ·
1999 ·
2000 ·
2001 ·
2002 ·
2003 ·
2004 ·
2005 ·
2006 ·
2007 ·
2008 ·
2009 ·
2010 ·
2011 ·
2012 ·
2013 ·
2014 ·
2015 ·
2016 ·
2017 ·
2018 ·
2019 ·
2020 ·
2021 ·
2022 ·
2023 ·
2024
Algerije ·
Angola ·
Benin ·
Bermuda ·
Botswana ·
Brazilië ·
Burkina Faso ·
Burundi ·
Cambodja ·
Centraal-Afrikaanse Republiek ·
Chili ·
China ·
Comoren ·
Congo-Brazzaville ·
Congo-Kinshasa ·
DDR ·
Egypte ·
Equatoriaal-Guinea ·
Ethiopië ·
Gabon ·
Gambia ·
Ghana ·
Guinee-Bissau ·
Indonesië ·
Irak ·
Iran ·
Ivoorkust ·
Kaapverdië ·
Kameroen ·
Kenia ·
Kosovo ·
Lesotho ·
Liberia ·
Libië ·
Madagaskar ·
Malawi ·
Mali ·
Marokko ·
Mauritanië ·
Mauritius ·
Mozambique ·
Namibië ·
Niger ·
Nigeria ·
Noord-Korea ·
Oeganda ·
Rwanda ·
Senegal ·
Sierra Leone ·
Soedan ·
Somalië ·
Swaziland ·
Tanzania ·
Togo ·
Tsjaad ·
Tunesië ·
Turkije ·
Vanuatu ·
Venezuela ·
Vietnam ·
Zaïre ·
Zambia ·
Zimbabwe ·
Zuid-Afrika ·
Zuid-Jemen